# 백두산 (유튜버)
백두산(1993년 10월 8일~)은 대한민국의 유튜버이다. 肌肉山山jiroushanshan라는 채널명으로 유튜브 활동을 이어가고 있다.